# 1894 en Ontario
Chronologie de l'Ontario
- 1890
- 1891
- 1892
- 1893
- 1894
- 1895
- 1896
- 1897
- 1898

Cette page concerne des événements d'actualité qui se sont produits durant l'année 1894 dans la province canadienne de l'Ontario.

## Politique
- Premier ministre : Oliver Mowat (Parti libéral).
- Chef de l'Opposition: William Ralph Meredith puis George Frederick Marter (en) (Parti conservateur).
- Lieutenant-gouverneur: George Airey Kirkpatrick (en)
- Législature: 7e (en) puis 8e (en)

## Événements

### Février
- 16 février : le libéral James Maitland Clarke est élu député provincial de Lanark-Sud à la suite de la démission du conservateur Nathaniel McLenaghan (en).

### Mars
- 22 mars : Les Sénateurs d'Ottawa ont perdu la Coupe Stanley face au Club de hockey de Montréal.

### Juin
- 26 juin : Le Parti libéral d'Oliver Mowat remporte l'élection générale (en) avec une septième majorité consécutive avec un peu plus de nombre de sièges à l'Assemblée législative. Le résultat est de 58 libéraux (y compris 12 libéraux-partons et 1 libéraux-A.P.P. (en)), 23 conservateurs (y compris 6 conservateur-A.P.P. et 1 conservateur-partons), 3 partons, 2 protestations des protecteurs et le candidat indépendant Peter Duncan McCallum (en) remporte son siège à Lambton-Est. Le chef conservateur William Ralph Meredith quitte ses fonctions et bientôt son poste de député de London et le député de Toronto-Nord (en) George Frederick Marter (en) assure l'intérimaire jusqu'à l'élection d'un nouveau chef.

### Juillet
- 14 juillet : Ouverture du théâtre et salle de concert Massey Hall à Toronto.

### Novembre
- 20 novembre : le libéral Thomas Saunders Hobbs (en) est élu député provincial de London à la suite de la démission de l'ancien chef du Parti conservateur William Ralph Meredith.

### Dates inconnus
- Création du Parc provincial Rondeau dans le Sud-ouest de l'Ontario.
- Fondation d'une usine de la fromagerie de Saint-Albert, dans les Comtés unis de Prescott et Russell.
- Fondation du Chœur Mendelssohn de Toronto.

## Naissances
- 8 février : Billy Bishop, aviateur († 11 septembre 1956).
- 9 février : Bert Corbeau, joueur de hockey sur glace († 21 septembre 1942).
- 7 mai : George Drew, 14e premier ministre de l'Ontario († 4 janvier 1973).
- 13 mai : William Earl Rowe, 8e chef du Parti conservateur de l'Ontario (1936-1938), député fédéral de Dufferin—Simcoe (1925-1963) et 20e lieutenant-gouverneur de l'Ontario († 9 février 1984).
- 29 mai : Beatrice Lillie, actrice et humoriste († 20 janvier 1989).
- 5 juin : Roy Thomson, 1st Baron Thomson of Fleet (en), journaliste († 4 août 1976).
- 24 juillet : Theobald Butler Barrett, député fédéral de Norfolk (1945-1949) († 26 mars 1969).
- 25 juillet : Norman McLeod Rogers, député fédéral de Kingston-City (1935-1940) († 10 juin 1940).
- 9 septembre : Humphrey Mitchell, député fédéral de Welland (1942-1950) († 1er août 1950).
- 10 septembre : Humphrey Hume Wrong, diplomate, historien, professeur et ambassadeur du Canada aux États-Unis († 24 janvier 1954).
- 7 octobre : Del Lord, acteur, réalisateur, producteur et scénariste († 23 mars 1970).
- 5 novembre : Harold Innis, professeur et militaire († 8 novembre 1952).
- 13 novembre : James Allan (en), député provincial de Haldimand—Norfolk (1951-1975) († 9 mai 1992).
- 26 novembre : James Charles McGuigan, archevêque de Toronto († 8 avril 1974).

## Décès
- 11 février : Archibald McKellar (en), chef du Parti libéral de l'Ontario (° 3 février 1816).
- 19 mars : John Langton, 1er Vérificateur général du Canada (1867-1878) (° 7 avril 1808).
- 16 avril : Joseph-Charles Taché, écrivain, journaliste, médecin et politicien (° 24 décembre 1820).